# 4-анісовий альдегід
4-анісовий альдегід, або p -анісовий альдегід — це органічна сполука з формулою CH 3 OC 6 H 4 CHO. Молекула складається з бензольного кільця з карбонільною та метоксигрупою . Це безбарвна рідина з сильним солодким, квітковим анісовим ароматом. Відомі два ізомери 4-анісового альдегіду: орто-анісовий альдегід і мета -анісовий альдегід, які рідше зустрічаються.

## Виробництво
Анісовий альдегід виробляють шляхом окислення 4-метокситолуолу (p-крезилметилового ефіру) з використанням діоксиду марганцю для перетворення метильної групи в карбонільну групу. Інший спосіб отримання полягає в окисленні анетолу, спорідненого ароматичного ефіру, який міститься в деяких алкогольних напоях, шляхом окисного розщеплення алкену.

## Використання
Анісовий альдегід структурно споріднений з ваніліном та широко використовується в парфумерній та харчовій промисловості. Цей альдегід є проміжним продуктом у синтезі інших важливих для фармацевтиці та парфумерії сполук. Споріднений до нього орто-ізомер має аромат солодки.
Розчин пара-анісового альдегіду в кислоті та етанолі використовують як барвник у тонкошаровій хроматографії. Різні хімічні сполуки на пластині можуть набувати різних кольорів, завдяки чому їх легко розрізняти.

## Вплив на ДНК
У поєднанні з міддю (II) анісовий альдегід може спричиняти одноланцюгові та дволанцюгові розриви дволанцюгової ДНК.